# First National Bank (Uvalde)
Pour les articles homonymes, voir First National Bank.
La First National Bank est un ancien bâtiment bancaire américain situé à Uvalde, dans le comté d'Uvalde, au Texas. Construit en 1890, il est inscrit au Registre national des lieux historiques depuis le 31 mars 2014.